# Сант'Омеро
Сант'Омеро (итал. Sant'Omero) је насеље у Италији у округу Терамо, региону Абруцо.
Према процени из 2011. у насељу је живело 1569 становника. Насеље се налази на надморској висини од 202 м.

## Становништво
Према резултатима пописа становништва 2011. у општини је живело 5.313 становника.
| 1931. | 1936. | 1951. | 1961. | 1971. | 1981. | 1991. | 2001. | 2011. |
| ----- | ----- | ----- | ----- | ----- | ----- | ----- | ----- | ----- |
| 4.969 | 5.217 | 5.724 | 5.321 | 4.462 | 4.578 | 5.119 | 5.274 | 5.313 |